# Tigeciclină
Tigeciclina (cu denumirea comercială Tygacil, Pfizer) este un antibiotic din clasa tetraciclinelor, primul reprezentant din subclasa glicilciclinelor, fiind utilizat în tratamentul unor infecții bacteriene. Printre acestea se numără: infecții severe ale pielii, infecții severe intraabdominale și pneumonia comunitară, inclusiv cele cauzate de stafilococ auriu meticilino-rezistent. Calea de administrare disponibilă este cea intravenoasă.
A fost aprobată pentru uz medical de către Food and Drug Administration (FDA) în iunie 2005.

## Utilizări medicale
Tigeciclina are un spectru larg de acțiune, similar cu al tetraciclinei. Este activă față de: stafilococi, streptococi, enterococi, Enterobacteriaceae, Acinetobacter, germeni anaerobi Gram-pozitivi si negativi, ricketsii, chlamydii, germeni atipici, micobacterii cu multiplicare rapidă. Proteus si Pseudomonas sunt rezistente la acțiunea tigeciclinei.

## Reacții adverse
Colorarea dinților în roșu sau brun, fotosensibilitate. Nu se poate asocia cu alte medicamente care conțin ioni bivalenți, precum antiacide pe bază de aluminiu sau antianemice pe bază de fier (inactivare reciprocă). Din același motiv nu se poate asocia cu alimente bogate în calciu (lapte, iaurt).